# Andenkreischeule
Die Andenkreischeule oder Koepcke-Kreischeule (Megascops koepckeae, Syn.: Otus koepckeae, Otus choliba koepckeae) ist eine Art aus der Familie der Eigentlichen Eulen. Sie kommt ausschließlich in Südamerika vor. Ihren Namen trägt sie zu Ehren der Ornithologin Maria Koepcke, die sie in den Kordilleren erstmals beobachtete und sie zunächst für eine Unterart der Buschkreischeule hielt. Nach dem Tod von Maria Koepcke bei einem Flugzeugabsturz wurde die Art durch den Ornithologen Gerrit Paulus Hekstra zunächst als Rasse der Tropenkreischeule beschrieben, die damals noch der Gattung der Zwergohreulen zugeordnet war. Mittlerweile ist die taxonomische Einordnung überarbeitet worden und die Andenkreischeule gilt als eine eigenständige Art innerhalb der Gattung der Kreischeulen.

## Erscheinungsbild
Mit einer Körpergröße von etwa 24 Zentimetern ist die Koepcke-Kreischeule innerhalb ihrer Gattung eine mittelgroße Art. Sie hat kurze, aber auffällige Federohren. Das Gefieder ist verhältnismäßig dunkel. Die Körperunterseite weist auffällige Längsstreifen auf. Die Augen sind gelb.
Innerhalb ihres Verbreitungsgebietes ist die Andenkreischeule vor allem mit der Buschkreischeule zu verwechseln, die ebenfalls gelbe Augen hat, jedoch kleiner ist. Die Tumbes-Kreischeule ist deutlich kleiner und die Weißkehl-Kreischeule ist auffällig größer und besitzt keine Federohren.

## Verbreitung und Lebensraum

Verbreitungsgebiet (grün) der Andenkreischeule in Peru

Das Verbreitungsgebiet der Andenkreischeule ist nicht zusammenhängend. Sie ist in den Anden von Nordwesten bis in den Südwesten Perus verbreitet, kommt südlich von Lima vor sowie in einem Berggebiet in Südlima. Es ist bislang nicht bekannt, ob es sich bei der Kreischeule um einen Stand- oder Zugvogel handelt. Ihr Lebensraum sind trockene Waldgebiete an den Andenhängen. Ihre Höhenverbreitung reicht von 2.000 Meter über NN bis über 2.500 Meter NN. Das Verbreitungsgebiet der Koepcke-Kreischeule überlappt sich zu einem großen Teil mit dem des Peru-Sperlingkauzes.

## Lebensweise
Die Andenkreischeule ist eine nachtaktive Eulenart, die in Bäumen oder Büschen mit dichtem Blattwerk übertagt. Ihr Nahrungsspektrum besteht wahrscheinlich überwiegend aus Insekten. Als Indiz für diese Vermutung gelten unter anderem die verhältnismäßig kleinen Krallen. Über die Fortpflanzungsbiologie ist nichts bekannt.

## Unterarten
Laut IOC World Bird List 3.3. sind derzeit zwei Unterarten bekannt:
- M. k. koepckeae (Hekstra, 1982) Nominatform kommt im Nordwesten Perus vor.
- M. k. hockingi Fjeldså, Baiker, Engblom, Franke, Geale, Krabbe, Lane, Lezama, Schmitt, Williams, Ugarte-Núñez, Yábar, V. & Yábar, R., 2012 im zentralen Peru präsent.

## Belege

### Einzelbelege
1. ↑  König et al., S. 291
2. ↑  König et al., S. 292
3. ↑  IOC World Bird List 3.3 (Memento des Originals vom 5. Dezember 2013 im Internet Archive)  Info: Der Archivlink wurde automatisch eingesetzt und noch nicht geprüft. Bitte prüfe Original- und Archivlink gemäß Anleitung und entferne dann diesen Hinweis.